# Achille Lacroix
Pour les articles homonymes, voir Lacroix.
Achille Lacroix, docteur, militant socialiste et résistant, né le 7 mai 1893 à Castelnau-de-Guers dans l'Hérault, mort pour la France en déportation le 12 juin 1944 à Leitmeritz.

## Biographie
Il fit ses études à Pézenas puis l'école de santé militaire à Lyon, et opta pour la médecine libérale à la faculté de médecine de Montpellier. en 1923 il obtient son diplôme de médecin et s’installe à Narbonne.
Militant socialiste à la SFIO, il est maire de Narbonne de 1925 à 1940. Le 4 novembre 1940, il est suspendu de son poste de maire ainsi que du conseil municipal par le gouvernement de Vichy.
Grand Résistant Audois, membre de Combat, il est arrêté en 1943, puis déporté en Allemagne dans les camps de concentration nazis où il mourut,.
Son buste créé par Joachim Costa en 1952, est visible depuis 2010 dans la cour d’Honneur du lycée Achille Lacroix de Narbonne.

### Nominations
Il est nommé Chevalier de la Légion d’Honneur, et décoré de la Médaille Militaire, de la Croix de guerre et de la Médaille de la Résistance française.